# Germano Borovicz Cardoso Schweger
Germano Borovicz Cardoso Schweger (sinh ngày 21 tháng 3 năm 1981) là một cầu thủ bóng đá người Brasil.

## Sự nghiệp câu lạc bộ
Germano Borovicz Cardoso Schweger đã từng chơi cho Cerezo Osaka.

## Thống kê câu lạc bộ

### J.League
| Đội          | Năm       | J.League | J.League | J.League Cup | J.League Cup | Tổng cộng | Tổng cộng |
| Đội          | Năm       | Trận     | Bàn      | Trận         | Bàn          | Trận      | Bàn       |
| ------------ | --------- | -------- | -------- | ------------ | ------------ | --------- | --------- |
| Cerezo Osaka | 2007      | 14       | 4        | -            | -            | 14        | 4         |
| Cerezo Osaka | 2008      | 35       | 13       | -            | -            | 35        | 13        |
| Tổng cộng    | Tổng cộng | 49       | 17       | 0            | 0            | 49        | 17        |